# Ilona Grübel

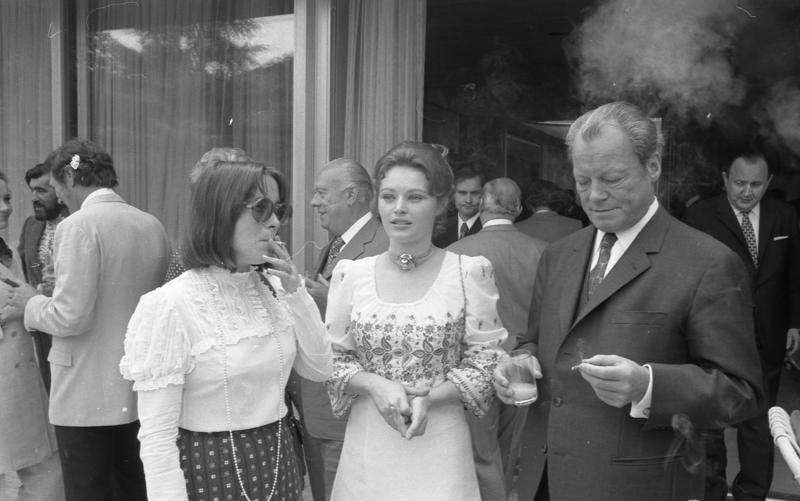
Ilona Grübel (Mitte) 1971 bei einem Empfang von Bundeskanzler Willy Brandt

Ilona Grübel (* 23. September 1950 in München) ist eine deutsche Filmschauspielerin.

## Leben
Grübel begann bereits mit acht Jahren für den Hörfunk zu arbeiten und mit zwölf Jahren hatte sie ihre ersten Auftritte vor einer Kamera. 1968 wurde Grübel mit dem Filmband in Gold für die Darstellung der Judith in der Strindberg-Verfilmung Paarungen von Michael Verhoeven ausgezeichnet. Mit 17 Jahren ist Ilona Grübel damit die jüngste Trägerin des Bundesfilmpreises.
Nach dem Abitur am Sophie-Scholl-Gymnasium München studierte sie Psychologie und schloss ihr Studium mit dem Diplom ab, setzte aber ihre schauspielerische Tätigkeit fort. Sie spielte in zahlreichen deutschen und internationalen Fernsehproduktionen wie z. B. Tatort, Paul Temple, Ein Fall für zwei, Sonderdezernat K1, Eurocops, Derrick und Der Kommissar. In der Hollywoodproduktion Target agierte sie an der Seite von Gene Hackman und Matt Dillon. In den 1980er-Jahren erlangte Grübel größere Bekanntheit durch die populäre ZDF-Serie Die Schwarzwaldklinik, in der sie die Rolle der Dr. Katarina Gessner spielte. Sie war auch zeitweise als Synchronsprecherin tätig.
Grübel ist auch als Kommunikationstrainerin tätig. Sie hat einen Sohn und eine Tochter. Grübel wohnt in München.

## Filmografie
- 1965: Alarm in den Bergen (Fernsehserie, 1 Folge)
- 1966: Der Kirschgarten
- 1966: Herr Hesselbach und das Mündel
- 1967: Paarungen
- 1968: Peter und Sabine
- 1968: Pole Poppenspäler
- 1969: Kinder fallen nach oben
- 1969: Die Jungfrauen von Bumshausen
- 1969–1973: Der Kommissar (Fernsehserie, 3 Folgen, verschiedene Rollen)
- 1969: Herzblatt oder Wie sag ich’s meiner Tochter?
- 1969: Familie Mack verändert sich (Fernsehserie)
- 1970: Pater Brown: Der rote Mond von Meru
- 1970: Jonathan
- 1971: Paul Temple: Cresta Run und Kaffeebohnen (Ricochet)
- 1971: Der Kurier der Kaiserin (Fernsehserie, 1 Folge)
- 1971: Der Komödienstadel: Der Ehestreik
- 1971: Tatort: Frankfurter Gold (Fernsehreihe)
- 1971: Tatort: AE612 ohne Landeerlaubnis
- 1972: Fünf Tage hat die Woche
- 1972: Die Lokalbahn (Fernsehkomödie)
- 1972: Marie
- 1973: Der Kommissar: Rudek
- 1973: Tatort: Kressin und die zwei Damen aus Jade
- 1973: Ein Fall für Goron
- 1973: Ein unheimlich starker Abgang
- 1974: Motiv Liebe (Fernsehserie, Folge: Adieu Claude)
- 1977–1985: Polizeiinspektion 1 (Fernsehserie, 4 Folgen, verschiedene Rollen)
- 1977–1984: Wie würden Sie entscheiden? (Fernsehserie, 2 Folgen, verschiedene Rollen)
- 1979: Beate S. (Miniserie)
- 1979: Tatort: Die Kugel im Leib
- 1981–1985: Goldene Zeiten – Bittere Zeiten (Fernsehserie)
- 1982: Sonderdezernat K1 (Fernsehserie, Folge: Das masurische Handtuch)
- 1983: Die Geschwister Oppermann (Fernsehserie, 2 Folgen)
- 1983: Tatort: Roulette mit 6 Kugeln
- 1983–1992: Derrick (Fernsehserie, 2 Folgen, verschiedene Rollen)
- 1984–1998: SOKO München (Fernsehserie, 2 Folgen, verschiedene Rollen)
- 1985: Target – Zielscheibe
- 1985: Tatort: Der Mord danach
- 1985–1988: Die Schwarzwaldklinik (Fernsehserie, 28 Folgen)
- 1986: In bester Gesellschaft (Fernsehserie)
- 1987: Gesicht zu vermieten (Miniserie)
- 1988: Der Krähenbaum
- 1988: Schwarz Rot Gold: Schwarzer Kaffee (Fernsehreihe)
- 1989–1994: Hessische Geschichten (Fernsehserie, 2 Folgen, verschiedene Rollen)
- 1990: Hotel Paradies (Fernsehserie, 3 Folgen)
- 1993: Eurocops (Fernsehserie, 1 Folge)
- 1994: Schwarz greift ein (Fernsehserie, 4 Folgen)
- 1996: Solange es die Liebe gibt (Fernsehserie, 11 Folgen)
- 1997: Café Meineid (Fernsehserie, Folge: Westlich von Samoa)
- 1997: Dr. Stefan Frank – Der Arzt, dem die Frauen vertrauen (Fernsehserie, Folge: Blutiger Akkord)
- 1998: Schlosshotel Orth (Fernsehserie, Folge: Bis dass der Tod uns scheidet)
- 1998: Am liebsten Marlene (Fernsehserie, 2 Folgen)
- 1998: Tierarzt Dr. Engel (Fernsehserie, Folge: Das Gerücht)
- 1999: Einmal leben
- 1999: Herzschlag – Das Ärzteteam Nord (Fernsehserie, 1 Folge)
- 2001: Sinan Toprak ist der Unbestechliche (Fernsehserie, 1 Folge)
- 2001–2005: Ein Fall für zwei (Fernsehserie, 3 Folgen, verschiedene Rollen)
- 2001: Rosamunde Pilcher: Kinder des Glücks (Fernsehreihe)
- 2002: Für alle Fälle Stefanie (Fernsehserie, 1 Folge)
- 2002: Hallo Robbie! (Fernsehserie, 1 Folge)
- 2002: Unser Charly (Fernsehserie, 1 Folge)
- 2005: Mama und der Millionär
- 2006: Küstenwache (Fernsehserie, 1 Folge)
- 2006: SOKO Wien (Fernsehserie, 1 Folge)
- 2006–2020: SOKO München (Fernsehserie, 69 Folgen)
- 2007: Der Bulle von Tölz: Schonzeit (Fernsehreihe)
- 2008: Inga Lindström: Der Zauber von Sandbergen (Fernsehreihe)
- 2009: Der Alte (Fernsehserie, 4 Folgen)
- 2013–2017: Die Rosenheim-Cops (Fernsehserie, 2 Folgen, verschiedene Rollen)
- 2013: SOKO Kitzbühel (Fernsehserie, Folge: Hinter der Fassade)
- 2021: Frühling – Schmetterlingsnebel (Fernsehreihe)